# Keke Rosberg
Keijo Rosberg, dit Keke Rosberg , né le 6 décembre 1948 à Solna, près de Stockholm (Suède), est un pilote automobile finlandais. Présent en Formule 1 de 1978 à 1986, il a remporté le championnat du monde de Formule 1 1982. Il est le père de Nico Rosberg, champion du monde en 2016.

## Biographie
Ses parents sont Lars Erik Rosberg, vétérinaire, et Lea Aino Marjatta Lautala.

### La Formule 1

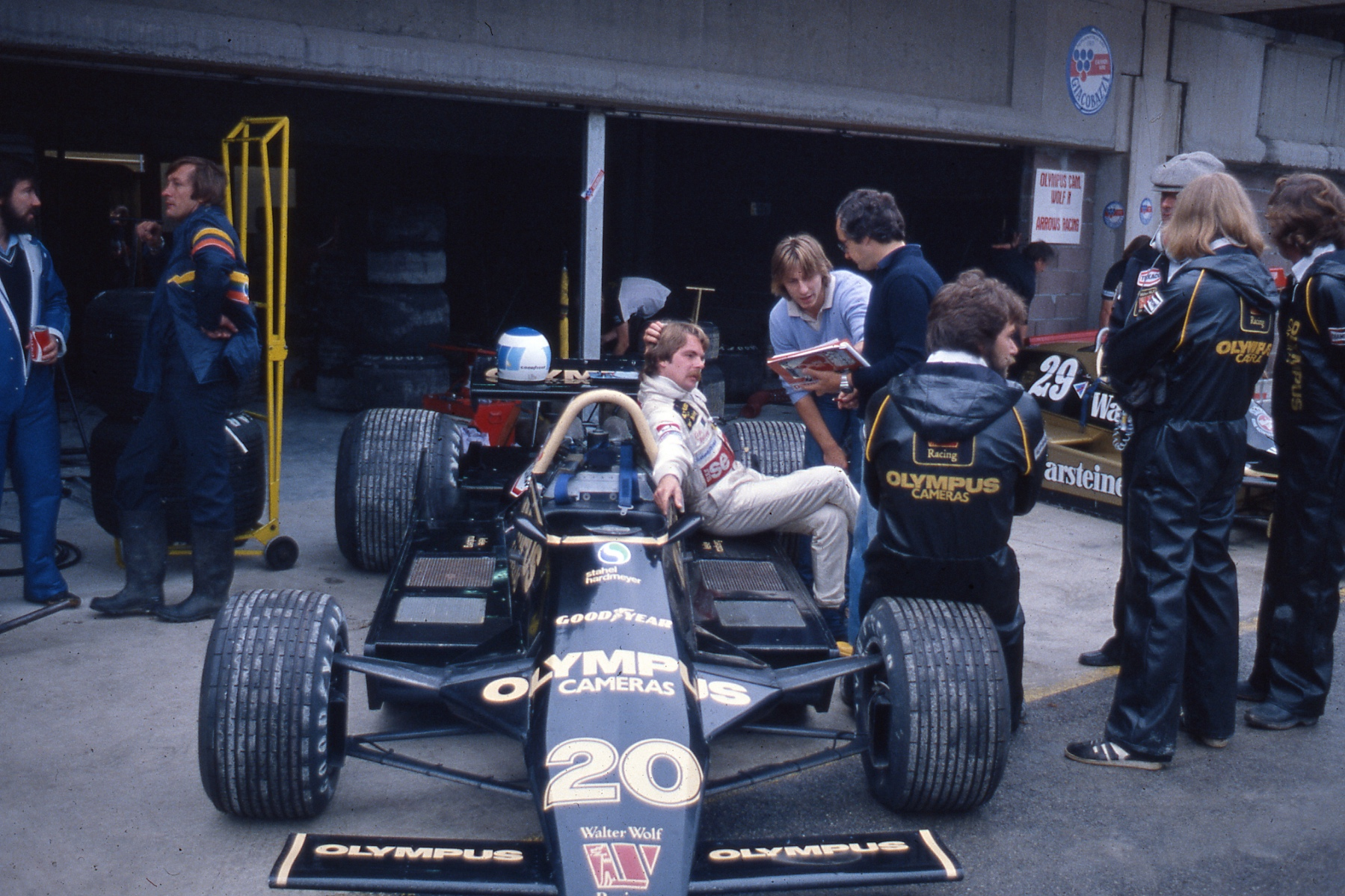
Keke Rosberg sur la Wolf à Imola en 1979

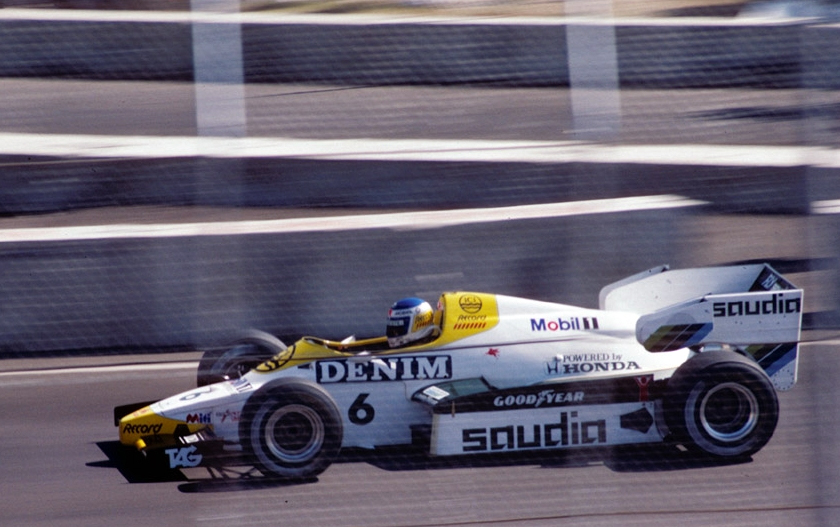
Keke Rosberg sur Williams FW09 en 1984 à Dallas

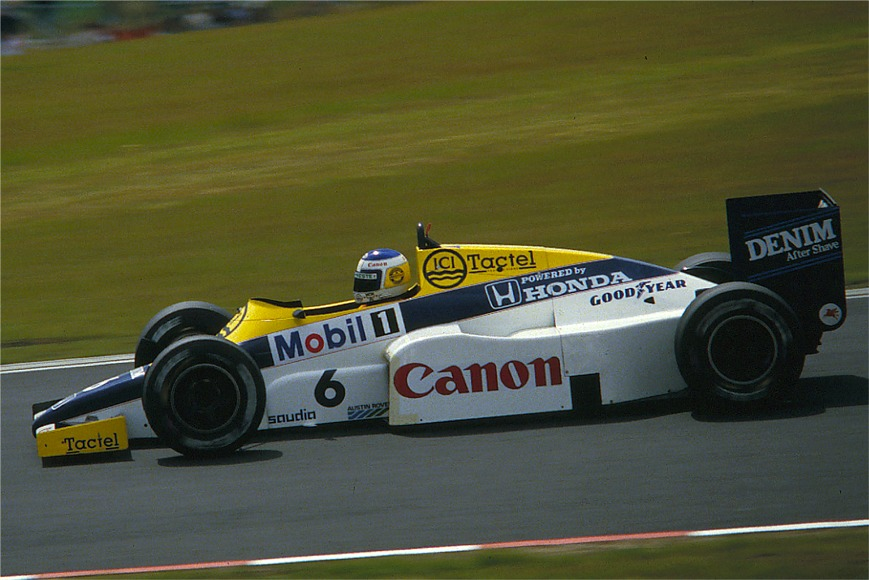
Keke Rosberg sur Williams FW10 au Grand Prix d'Allemagne 1985

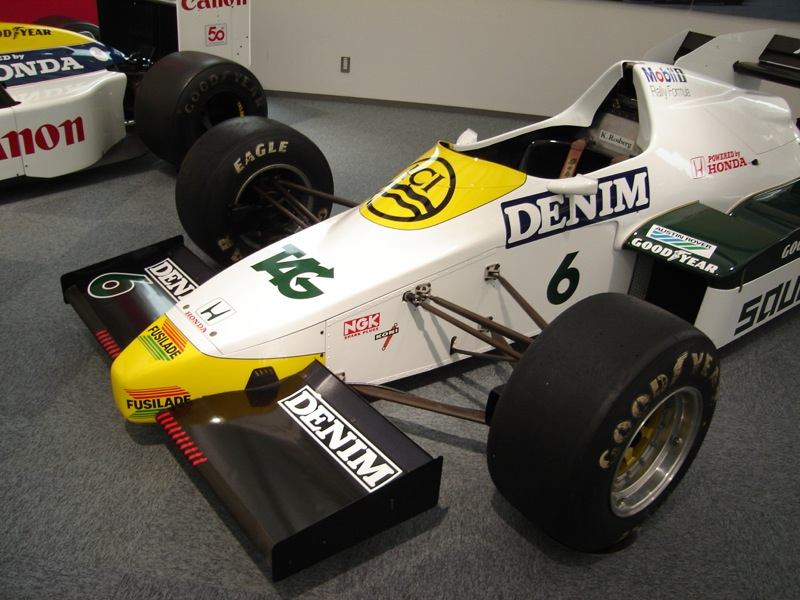
La Williams-Honda FW09 de Rosberg en 1984

En tout début d'activité, il gagne le championnat de Formule Vee 1300 en 1973 (sur Hansen), puis le Championnat d'Europe de Formule Super Vee (Coupe d'Or Super Vau) en 1975 (sur Kern-Kaimann), duquel il part en 1976. Il entame en 1978 sa carrière en Formule 1, dans la modeste équipe Theodore Racing. Hors-championnat, Rosberg remporte le BRDC International Trophy organisé par le British Racing Drivers Club sur le tracé de Silverstone. Mais en championnat du monde, il ne se qualifie qu'une seule fois sur la Theodore, en 24e position. Keke connaît globalement une saison désastreuse, qui le voit également piloter pour Wolf et ATS au gré des ennuis financiers de l'écurie Theodore. Sans volant au début de la saison 1979, il fait son retour à la F1 à mi-championnat chez Wolf en remplacement de l'ancien champion du monde James Hunt, qui a claqué la porte, dépité par les médiocres prestations des voitures anglo-canadiennes. Rosberg ne fera guère mieux. Il effectue en parallèle une partie de la saison en CanAm, remportant sur Spyder NF-11 (en)-Chevrolet les courses d'Atlanta et de Watkins Glen pour le Newman Freeman Racing (finissant cinquième du championnat, et obtenant encore un podium avec l'équipe de Paul Newman à la fin de l'année 1980 à Laguna Seca).
Fin 1979, l'écurie Wolf cède son matériel à l'écurie Fittipaldi. Keke Rosberg suit le même chemin et rejoint l'écurie brésilienne. Au sein d'une équipe au plus mal financièrement, Rosberg est le plus souvent relégué en fond de grille. Malgré un podium et la satisfaction de se montrer régulièrement plus performant que son prestigieux équipier Emerson Fittipaldi, la saison 1980 tourne à la galère. Il en va de même en 1981, année conclue sans le moindre point au championnat.
À l'issue de la saison 1981, Rosberg quitte les frères Fittipaldi et se retrouve ainsi sans avenir. Même si Rosberg est apprécié pour sa hargne au volant, les grandes écuries ne voient pas en lui un pilote d'avenir (il a déjà 33 ans), tandis que les écuries plus modestes attendent également d'un pilote qu'il amène un complément budgétaire, ce que Rosberg n'est plus en mesure de faire. La bouée de secours vient de l'équipe Williams, tout simplement championne du monde des constructeurs. Pour avoir longtemps cru (à tort) qu'il parviendrait à faire revenir son pilote fétiche Alan Jones sur sa décision de prendre sa retraite, Frank Williams se retrouve désemparé au cœur de l'hiver, et n'a d'autre solution que de faire confiance à Rosberg. Engagé par défaut par Williams, Rosberg se retrouve même propulsé premier pilote de l'écurie à l'issue du deuxième GP de la saison, lorsque Carlos Reutemann annonce brutalement son retrait de la compétition. Très régulier à défaut d'être véritablement brillant, Rosberg profite de l'inconstance de ses principaux concurrents (notamment les McLaren et les Renault) mais surtout des drames affectant la Scuderia Ferrari (mort de Gilles Villeneuve et grave accident de Didier Pironi, solide leader du championnat jusqu'aux deux tiers de la saison) pour décrocher à la surprise générale le titre tant convoité du champion du monde des pilotes. Cette saison-là, Rosberg ne remporte d'ailleurs qu'une seule course (le GP de Suisse, disputé en France sur le tracé de Dijon-Presnois). Une remarque s'impose à propos de cette saison 1982 : onze pilotes se sont imposés au cours de la saison et aucun n'a pu le faire plus de deux fois.
En 1983, Rosberg prouve pourtant qu'il n'est pas un champion par défaut en s'imposant lors de la Race of Champions hors-championnat, à Brands Hatch, puis en championnat du monde, avec la manière, lors du GP de Monaco. Sur une piste humide, profitant de l'agilité de son V8 Cosworth atmosphérique, il livre une véritable démonstration de pilotage en pneus slicks. En mai il termine également troisième des 1 000 kilomètres du Nürburgring avec Lammers et Palmer sur Porsche 956.
Toujours chez Williams en 1984 et 1985, Rosberg participe activement à la mise au point du tout nouveau moteur V6 Honda turbo. Avec une voiture très puissante mais particulièrement rétive, il livre notamment une nouvelle prestation spectaculaire pour s'imposer sur le sinueux tracé urbain de Dallas. En 1985, le moteur Honda enfin arrivé à maturité, il remporte deux nouvelles courses, encore sur des tracés urbains: à Détroit, puis en fin de saison à Adelaide, au terme d'un duel musclé avec le jeune Ayrton Senna. Toujours en 1985, Rosberg se met également en évidence lors des qualifications du GP de Grande-Bretagne à Silverstone. Sur une piste pas totalement sèche, il signe une pole position à la moyenne étonnante de 256 km/h, le tour le plus rapide de l'histoire de la Formule 1. Ce record tiendra pendant près de 20 ans.
À l'issue de la saison 1985, Rosberg rejoint l'écurie McLaren, championne du monde en titre avec Alain Prost. On attend un duel au sommet entre les deux champions du monde, aux styles si différents, mais la lutte tourne court. D'emblée, Prost prend irrésistiblement le meilleur sur le Finlandais, rapidement réduit au rôle d'équipier de luxe. Rosberg annonce qu'il quitte la Formule 1 au terme de l'année 1986.

### Après la Formule 1
Bien que parti de la Formule 1 à l'âge respectable de 37 ans, Rosberg estime rapidement avoir encore des choses à montrer en piste. Il tente sans succès de retrouver un volant en Formule 1, mais est tout de même appelé par Jean Todt afin de faire débuter en compétition la Peugeot 905 dans le championnat du monde de sport-prototype. Rosberg dispute ainsi la fin de saison 1990 ainsi que la totalité de la saison 1991. Mais en quittant Peugeot prématurément (Keke a lâché la proie pour l'ombre, pensant retrouver un volant en F1), il n'a pas participé aux plus belles heures de la voiture française en 1992 et 1993, bien que remportant les pénultième et antépénultième épreuves du championnat du monde des voitures de sport 1991 avec Yannick Dalmas (430 km de Magny-Cours, et 430 km de Mexico).
Rosberg s'est ensuite reconverti dans le championnat allemand de tourisme DTM, en tant que pilote mais également en tant que directeur d'écurie de son équipe Team Rosberg. Cela ajoute une nouvelle corde à l'arc de Keke, qui à la fin des années 1980, a également monté une entreprise de management de jeunes pilotes. C'est ainsi lui qui a lancé les carrières de JJ Lehto et Mika Häkkinen. Plus récemment, Keke Rosberg a également favorisé l'accession au plus haut niveau de son fils Nico, devenu en 2006 pilote titulaire au sein de l'écurie Williams, puis chez Mercedes GP, avec laquelle il a été sacré champion du monde lors de la saison 2016.

## Résultats en championnat du monde de Formule 1
- 114 GP disputés
- 5 victoires
- 159,5 points inscrits
- 5 pole positions
- 3 meilleurs tours
- 17 podiums

| Saison | Écurie                               | Châssis                   | Moteur                 | Pneus                 | GP disputés | Victoires | Pole positions | Meilleurs tours | Points inscrits | Classement |
| ------ | ------------------------------------ | ------------------------- | ---------------------- | --------------------- | ----------- | --------- | -------------- | --------------- | --------------- | ---------- |
| 1978   | ATS Racing Theodore Racing Hong Kong | HS1 TR1 Wolf WR3 Wolf WR4 | Ford V8                | Goodyear              | 14          | 0         | 0              | 0               | 0               | n.c.       |
| 1979   | Olympus Cameras Wolf Racing          | WR7 WR8 WR9 WR8/9         | Ford V8                | Goodyear              | 7           | 0         | 0              | 0               | 0               | n.c.       |
| 1980   | Skol Fittipaldi Team                 | F7 F8                     | Ford V8                | Goodyear              | 11          | 0         | 0              | 0               | 6               | 10e        |
| 1981   | Fittipaldi Automotive                | F8C                       | Ford V8                | Michelin Avon Pirelli | 9           | 0         | 0              | 0               | 0               | n.c.       |
| 1982   | TAG Williams Team                    | FW07C FW08                | Ford V8                | Goodyear              | 15          | 1         | 1              | 0               | 44              | Champion   |
| 1983   | TAG Williams Team                    | FW08C FW09                | Ford V8 Honda V6 turbo | Goodyear              | 15          | 1         | 1              | 0               | 27              | 5e         |
| 1984   | Williams Grand Prix Engineering      | FW09 FW09B                | Honda V6 turbo         | Goodyear              | 16          | 1         | 0              | 0               | 20,5            | 8e         |
| 1985   | Canon Williams Honda Team            | FW10                      | Honda V6 turbo         | Goodyear              | 16          | 2         | 2              | 3               | 40              | 3e         |
| 1986   | Marlboro McLaren International       | MP4/2C                    | TAG V6 turbo           | Goodyear              | 16          | 0         | 1              | 0               | 22              | 6e         |

## Victoires en Championnat du monde de Formule 1
| # | Année | Manche | Grand Prix | Circuit  | Écurie         | Voiture |
| - | ----- | ------ | ---------- | -------- | -------------- | ------- |
| 1 | 1982  | 14/16  | Suisse     | Dijon    | Williams-Ford  | FW08    |
| 2 | 1983  | 05/15  | Monaco     | Monaco   | Williams-Ford  | FW08C   |
| 3 | 1984  | 09/16  | Dallas     | Dallas   | Williams-Honda | FW09    |
| 4 | 1985  | 06/15  | Détroit    | Détroit  | Williams-Honda | FW10    |
| 5 | 1985  | 16/16  | Australie  | Adelaide | Williams-Honda | FW10    |

## Victoires en Formule Super V
- Titre européen en 1975.
- 12 victoires entre 1974 et 1975[6].

## Records du monde
- Keke Rosberg a établi six records du monde sur Volkswagen Diesel Turbo de classe 8 avec Helmut Henzler, en catégorie A3 Groupe 3, le 18 octobre 1980 (entre 1 et 500 kilomètres)[7].